# Giardino delle Esperidi

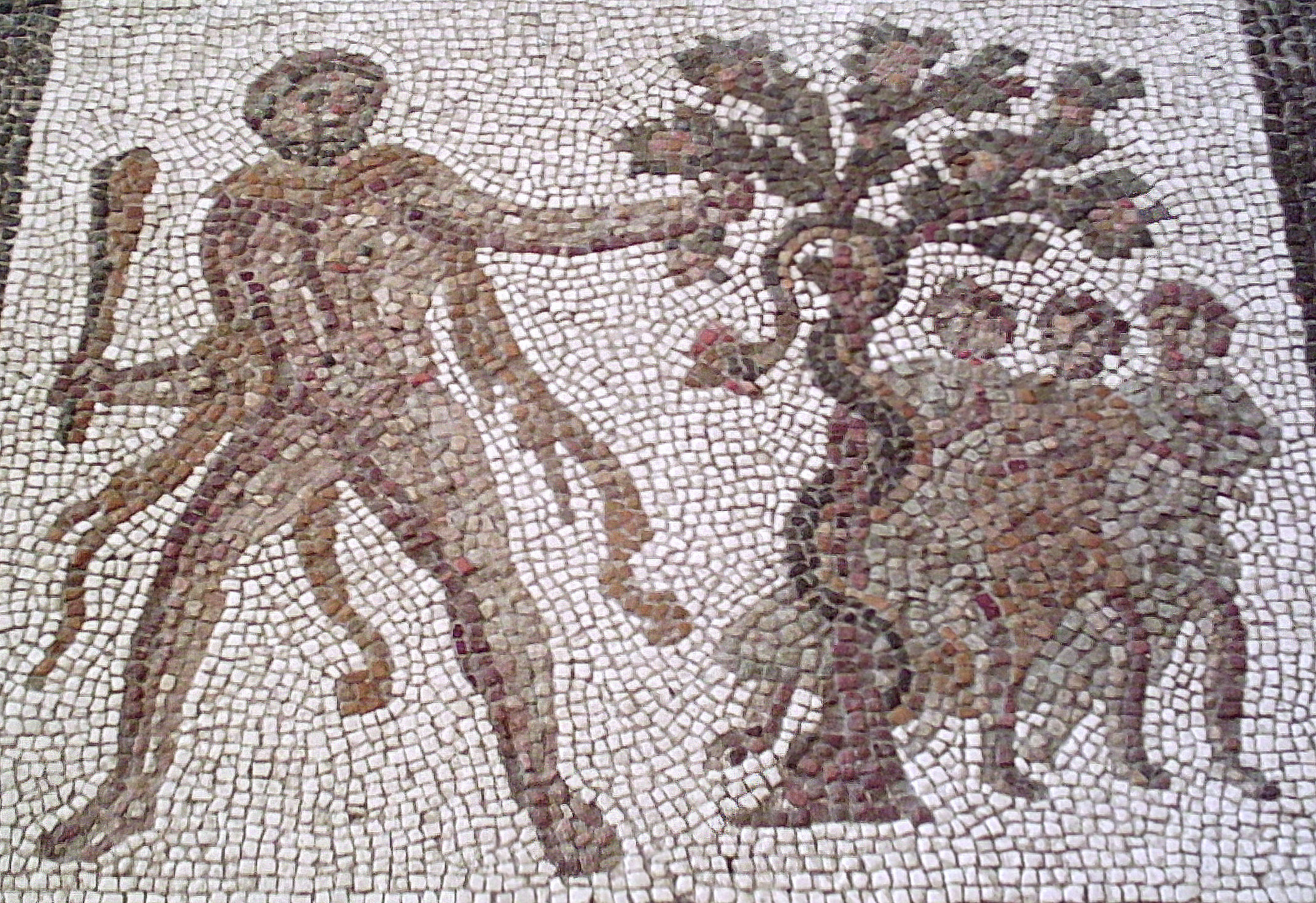
Eracle nel giardino delle Esperidi. Mosaico romano del III secolo d.C.

Il giardino delle Esperidi è un luogo leggendario della mitologia greca situato nella parte più occidentale del Nord Africa, probabilmente l'odierno Marocco. 
Era stato donato da Gea a Zeus che a sua volta lo aveva dato ad Era come regalo nuziale ed in esso cresceva un melo dai frutti d'oro che era custodito dal drago Ladone e dalle tre Esperidi.

## Leggenda
Come undicesima fatica, ad Eracle era stato ordinato di cogliere tre mele d'oro dalla pianta. Per evitare il drago Ladone, Eracle allora propose al titano Atlante di reggergli il cielo che teneva sulle spalle il tempo necessario al titano per prendere i tre frutti dal giardino, ma quando questi fu di ritorno rivelò ad Eracle di non essere più disposto a riprendersi il cielo sulle spalle.
L'astuzia di Eracle fu di fargli notare che, se ora spettava a lui l'onere di reggere il cielo per mille anni (così come aveva fatto in precedenza il titano), avrebbe avuto bisogno di un aiuto per sistemarselo meglio sulle spalle; Eracle chiese ad Atlante di tornare a reggere la volta del cielo ancora per un momento, attese che questi lasciasse a terra le mele rubate e che momentaneamente gli sollevasse il cielo e, dopo aver riavuto le proprie spalle libere, legò il rivale per raccogliere le mele e consegnarle ad Euristeo.

## Rappresentazioni artistiche
- Ercole nel giardino delle Esperidi di Peter Paul Rubens (1638 circa)